# Dirk Demol
Dirk Demol (nascido em 4 de novembro de 1959) é um ex-ciclista profissional belga e gerente de equipe de ciclismo. Atualmente é diretor assistente de esportes da Israel-Premier Tech.
Como ciclista, especializou-se nos clássicos da primavera, tendo ele próprio vencido a edição de 1988 do clássico de um dia Paris-Roubaix, rodando como ciclista profissional pela Team ADR.

## Carreira no ciclismo
Demol cresceu em Kuurne, na Bélgica. Em 1987 ele terminou em terceiro na Kuurne-Brussel-Kuurne . Em 1988, ele venceu o Paris-Roubaix para o time profissional belga ADR . Ele se aposentou das corridas em 1995 .

## Carreira de diretor desportivo
Em 2000, Demol tornou-se gerente assistente de equipe da US Postal Service Pro Cycling Team, cargo que ocupou até 2007 . Ele então trabalhou como gerente de equipe para Quick Step (2008), gerente assistente de equipe para Astana (2009) e gerente assistente de equipe para Team RadioShack (2010–2011). De 2012 a 2018, ele foi diretor esportivo assistente de várias equipes, incluindo Radioshack-Nissan, RadioShack Leopard, Trek Factory Racing e Trek-Segafredo . No final da temporada de 2018, ele deixou a Trek-Segafredo e se tornou o diretor de esportes da equipe Katusha-Alpecin para a temporada de 2019. Ele ingressou na Israel Cycling Academy como diretor esportivo assistente em 2020.

## Palmarés
- 1987
  - Stadsprijs Geraardsbergen
- 1988
  - Paris-Roubaix
- 1990
  - Circuito das Ardenas Flamengas–Ichtegem

## Resultados nas grandes voltas

### Tour de France
- 1985: abandono
- 1988: 149.º

### Volta a Espanha
- 1986: abandono